# Порша де Роси
Порша де Роси (на английски: Portia de Rossi), известна вече и като Порша Лий Джеймс Дедженеръс, е австралийска актриса, модел и филантроп, най-известна с ролите си в сериалите „Али Макбийл“, „Развитие в застой“ и „Better Off Ted“. Тя е женена за американската телевизионна водеща и актриса Елън Дедженеръс.

## Биография
Порша де Роси е родена на 31 януари 1973 в Мелбърн, Австралия като Аманда Лий Роджърс в семейството на Бари и Маргарет Роджърс. Юношеските си години прекарва в Джълонг, Австралия. Още на 15 години докато работи като фотомодел Роджърс решава да смени името си на Порша де Роси, обосновавайки се с желанието да създаде нов имидж, чрез който да се преоткрие. Името Порша е вдъхновено от едноименната героиня на Шекспир от пиесата „Венецианския търговец“, а де Роси е италианска фамилия. След гимназия записва да учи Право в Мелбърнския университет, а по време на следването си се снима в реклами и продължава изявите си като модел.
През 1993 е забелязана от филмов продуцент и е предложена роля във филма „Sirens“ (1994). Скоро след това де Роси преустановява следването си и се мести в Лос Анджелис, за да преследва кариера в киното. В периода 1995 – 1997 Порша последователно се снима в сериалите „Too Something“ и „Nick Freno: Licensed Teacher“. В края на 1997 излиза на голям екран „Писък 2“ с Кортни Кокс, където тя има епизодична роля.
Порша де Роси постига реален успех през 1998 след като става част от адвокатския сериал „Али Макбийл“. В него тя играе Нел Портър в рамките на 89 епизода или общо 4 сезона. След прекратяването на Али Макбийл през 2002 актрисата се снима в няколко филмови и телевизионни продукции, но без особен успех. През 2003 де Роси получава главна роля в сериала „Развитие в застой“, който се излъчва общо 3 сезона. В периода 2007 – 2009 актрисата почти отсъства от екрана, с няколко епизодични появи в сериала „Клъцни/Срежи“, където играе Оливия Лорд, първата ѝ гей роля. Изпълнява ролята на Вероника Палмър в сериала „Better Off Ted“, който е прекратен през 2010 след 2 сезона.
През юли 2014, ABC потвърждава, че Порша де Роси ще участва в 4-тия сезон на сериала Скандал.

## Личен живот
Порша де Роси е открита лесбийка. В периода 1996 – 1999 живее с американския документалист Мел Меткалф, за който се жени с цел да вземе зелена карта. В интервю през 2010 тя обяснява, че като млада актриса е била уплашена, че ще загуби кариерата си ако бъде разкрита като лесбийка. Между 2000 и 2004 се среща с доведената дъщеря на Ринго Стар Франческа Григорини. По това време де Роси не се е разкрила публично и повечето ѝ колеги от „Али Макбийл“ научават за нея, след като в таблоидите са публикувани компрометиращи снимки. Въпреки това де Роси отказва да дава каквито и да е изявления касаещи личния ѝ живот.
В края на 2004 Порша започва да се среща с актрисата и телевизионна водеща Елън Дедженеръс, с която се запознава зад кулисите на награди. На следващата година де Роси официално се разкрива в ЛГБТ списанието „The Advocate“. Тя и Дедженеръс се сгодяват, когато телевизионната водеща предлага на де Роси с три-каратов розов диамантен пръстен. На 16 август 2008 Дедженъръс и де Роси сключват брак в дома им в Бевърли Хилс, докато това все още е разрешено в щата Калифорния. Две години по-късно Порша легално сменя фамилията си на Дедженъръс. Порша де Роси официално става гражданин на САЩ през сепември 2011.
През 2010 де Роси публикува своята първа книга – автобиографията Непоносима лекота (Unbearable Lightness), в която говори за трудностите, през които е преминала в своя живот, включващи страдане от анорексия и булимия. Тя се бори с хранителни разстройства през тийнейджърските си години и през ранната си младост, казвайки, че любовта ѝ с Елън я е спасила.
През 2013 де Роси казва, че двете с Дедженеръс не плануват да отглеждат деца.
Порша де Роси подкрепя множество благотворителни организации. Като любител на животните, Порша подпомага редица организации, посветени на опазването им. Тя и съпругата ѝ Елън Дедженеръс са вегани от 2008 г.